# Kvalifikace na Mistrovství Evropy ve fotbale 2000 – skupina 3
Zápasy této kvalifikační skupiny na Mistrovství Evropy ve fotbale 2000 se konaly v letech 1998 a 1999. Z pěti účastníků si postup na závěrečný turnaj zajistil vítěz skupiny. Druhý tým skupiny hrál buď baráž, nebo postoupil také přímo (pokud byl nejlepší v žebříčku týmů na druhých místech).

## Tabulka
| Tým           | B  | Z | V | R | P | VG | IG | +/- |
| ------------- | -- | - | - | - | - | -- | -- | --- |
| Německo       | 19 | 8 | 6 | 1 | 1 | 20 | 4  | +16 |
| Turecko       | 17 | 8 | 5 | 2 | 1 | 15 | 6  | +9  |
| Finsko        | 10 | 8 | 3 | 1 | 4 | 13 | 13 | 0   |
| Severní Irsko | 5  | 8 | 1 | 2 | 5 | 4  | 19 | -15 |
| Moldavsko     | 4  | 8 | 0 | 4 | 4 | 7  | 17 | -10 |

## Zápasy
| 5. září 1998                            |       |                |                                                                                     |
| Finsko                                  | 3 – 2 | Moldavsko      | Helsinský olympijský stadion, Helsinky diváci: 18,717 rozhodčí: Graham Barber (ENG) |
| Kolkka 8' Johansson 44' Paatelainen 63' |       | Oprea 10', 12' | Helsinský olympijský stadion, Helsinky diváci: 18,717 rozhodčí: Graham Barber (ENG) |

| 5. září 1998                    |       |               |                                                                              |
| Turecko                         | 3 – 0 | Severní Irsko | Ali Sami Yen Stadium, Istanbul diváci: 26,500 rozhodčí: Ryszard Wójcik (POL) |
| Derelioğlu 18', 58' Havutçu 50' |       |               | Ali Sami Yen Stadium, Istanbul diváci: 26,500 rozhodčí: Ryszard Wójcik (POL) |

| 10. října 1998 |       |        |                                                                  |
| Severní Irsko  | 1 – 0 | Finsko | Windsor Park, Belfast diváci: 10,000 rozhodčí: Zoran Arsić (YUG) |
| Rowland 36'    |       |        | Windsor Park, Belfast diváci: 10,000 rozhodčí: Zoran Arsić (YUG) |

| 10. října 1998 |       |         |                                                                   |
| Turecko        | 1 – 0 | Německo | Atatürk Stadium, Bursa diváci: 25,000 rozhodčí: Hugh Dallas (SCO) |
| Sükür 70'      |       |         | Atatürk Stadium, Bursa diváci: 25,000 rozhodčí: Hugh Dallas (SCO) |

| 14. října 1998 |       |                               |                                                                                  |
| Moldavsko      | 1 – 3 | Německo                       | Stadionul Republican, Kišiněv diváci: 5,000 rozhodčí: Juan Fernández Marín (ESP) |
| Guzun 6'       |       | Kirsten 19', 35' Bierhoff 38' | Stadionul Republican, Kišiněv diváci: 5,000 rozhodčí: Juan Fernández Marín (ESP) |

| 14. října 1998   |       |                                             |                                                                             |
| Turecko          | 1 – 3 | Finsko                                      | Ali Sami Yen Stadium, Istanbul diváci: 30,000 rozhodčí: Václav Krondl (CZE) |
| Temizkanoğlu 74' |       | Paatelainen 5' Johansson 51' Litmanen 90+1' | Ali Sami Yen Stadium, Istanbul diváci: 30,000 rozhodčí: Václav Krondl (CZE) |

| 18. listopadu 1998   |       |                                  |                                                                      |
| Severní Irsko        | 2 – 2 | Moldavsko                        | Windsor Park, Belfast diváci: 11,500 rozhodčí: Vladimír Hriňák (SVK) |
| Dowie 49' Lennon 63' |       | Gaidamaşciuc 22' Testemiţanu 56' | Windsor Park, Belfast diváci: 11,500 rozhodčí: Vladimír Hriňák (SVK) |

| 27. března 1999 |       |                                |                                                                      |
| Severní Irsko   | 0 – 3 | Německo                        | Windsor Park, Belfast diváci: 14,500 rozhodčí: Graziano Cesari (ITA) |
|                 |       | Bode 11', 43' Morrow 62' (vl.) | Windsor Park, Belfast diváci: 14,500 rozhodčí: Graziano Cesari (ITA) |

| 27. března 1999      |       |           |                                                                             |
| Turecko              | 2 – 0 | Moldavsko | Ali Sami Yen Stadium, Istanbul diváci: 20,000 rozhodčí: Konrad Plautz (AUT) |
| Şükür 34' Yalçin 90' |       |           | Ali Sami Yen Stadium, Istanbul diváci: 20,000 rozhodčí: Konrad Plautz (AUT) |

| 31. března 1999           |       |        |                                                                           |
| Německo                   | 2 – 0 | Finsko | Frankenstadion, Norimberk diváci: 40,758 rozhodčí: Sergei Khusainov (RUS) |
| Jeremies 31' Neuville 37' |       |        | Frankenstadion, Norimberk diváci: 40,758 rozhodčí: Sergei Khusainov (RUS) |

| 31. března 1999 |       |               |                                                                            |
| Moldavsko       | 0 – 0 | Severní Irsko | Stadionul Republican, Kišiněv diváci: 13,000 rozhodčí: Edo Trivković (CRO) |
|                 |       |               | Stadionul Republican, Kišiněv diváci: 13,000 rozhodčí: Edo Trivković (CRO) |

| 4. června 1999                                        |       |               |                                                                            |
| Německo                                               | 6 – 1 | Moldavsko     | BayArena, Leverkusen diváci: 21,000 rozhodčí: Jorge Monteiro Coroado (POR) |
| Bierhoff 2', 56', 82' Kirsten 27' Bode 38' Scholl 71' |       | Stratulat 76' | BayArena, Leverkusen diváci: 21,000 rozhodčí: Jorge Monteiro Coroado (POR) |

| 5. června 1999              |       |                                 |                                                                                |
| Finsko                      | 2 – 4 | Turecko                         | Helsinský olympijský stadion, Helsinky diváci: 36,042 rozhodčí: Dick Jol (NED) |
| Tihinen 10' Paatelainen 14' |       | Havutçu 25', 84' Şükür 34', 87' | Helsinský olympijský stadion, Helsinky diváci: 36,042 rozhodčí: Dick Jol (NED) |

| 9. června 1999 |       |        |                                                                              |
| Moldavsko      | 0 – 0 | Finsko | Stadionul Republican, Kišiněv diváci: 8,000 rozhodčí: Florenzo Treossi (ITA) |
|                |       |        | Stadionul Republican, Kišiněv diváci: 8,000 rozhodčí: Florenzo Treossi (ITA) |

| 4. září 1999 |       |                  |                                                                                                 |
| Finsko       | 1 – 2 | Německo          | Helsinský olympijský stadion, Helsinky diváci: 20,184 rozhodčí: Antonio Jesús Lõpez Nieto (ESP) |
| Salli 63'    |       | Bierhoff 2', 17' | Helsinský olympijský stadion, Helsinky diváci: 20,184 rozhodčí: Antonio Jesús Lõpez Nieto (ESP) |

| 4. září 1999  |       |                     |                                                                |
| Severní Irsko | 0 – 3 | Turecko             | Windsor Park, Belfast diváci: 7,270 rozhodčí: Alain Sars (FRA) |
|               |       | Erdem 45', 46', 48' | Windsor Park, Belfast diváci: 7,270 rozhodčí: Alain Sars (FRA) |

| 8. září 1999                    |       |               |                                                                          |
| Německo                         | 4 – 0 | Severní Irsko | Westfalenstadion, Dortmund diváci: 41,000 rozhodčí: Georgios Bikas (GRE) |
| Bierhoff 2' Ziege 16', 33', 45' |       |               | Westfalenstadion, Dortmund diváci: 41,000 rozhodčí: Georgios Bikas (GRE) |

| 8. září 1999 |       |             |                                                                                 |
| Moldavsko    | 1 – 1 | Turecko     | Stadionul Republican, Kišiněv diváci: 10,000 rozhodčí: Andreas Schluchter (SUI) |
| Iepureanu 3' |       | Havutçu 76' | Stadionul Republican, Kišiněv diváci: 10,000 rozhodčí: Andreas Schluchter (SUI) |

| 9. října 1999 |       |         |                                                                          |
| Německo       | 0 – 0 | Turecko | Olympiastadion, Mnichov diváci: 63,572 rozhodčí: Pierluigi Collina (ITA) |
|               |       |         | Olympiastadion, Mnichov diváci: 63,572 rozhodčí: Pierluigi Collina (ITA) |

| 9. října 1999                           |       |                  |                                                                                    |
| Finsko                                  | 4 – 1 | Severní Irsko    | Helsinský olympijský stadion, Helsinky diváci: 8,200 rozhodčí: Armand Ancion (BEL) |
| Johansson 9' Hyypiä 63' Kolkka 73', 83' |       | Jeff Whitley 59' | Helsinský olympijský stadion, Helsinky diváci: 8,200 rozhodčí: Armand Ancion (BEL) |